# Svenska Maskinverken

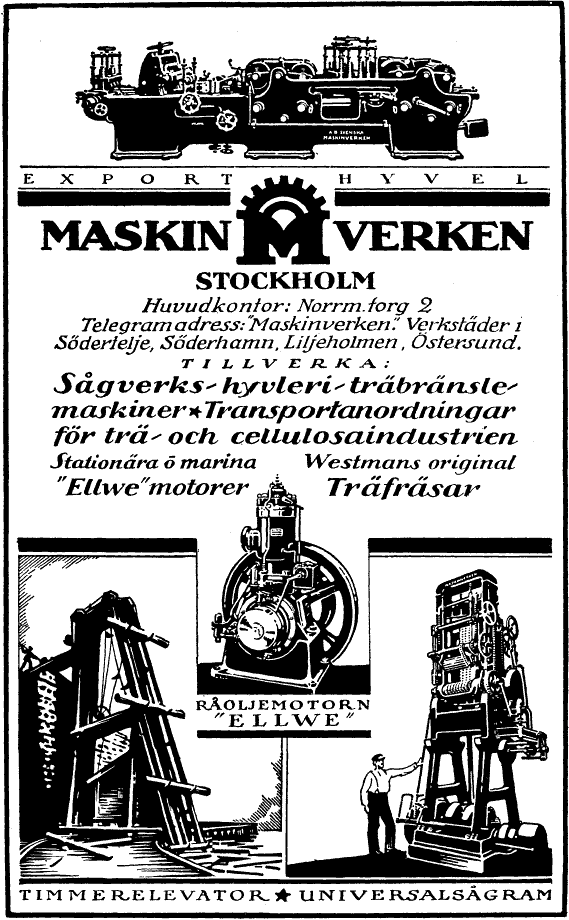
Reklam från 1920

AB Svenska Maskinverken, ofta förkortat Maskinverken, en 1917 på initiativ av ingenjörerna Frank Hirsch och Johan Ekelöf bildad sammanslutning av i huvudsak tre större svenska maskinverkstäder, AB Frank Hirschs maskiner, AB Södertelge Verkstäder och Söderhamns Nya verkstads AB. Senare uppgick även August Westmans verkstads AB i Östersund i bolaget, samtidigt som man blev ägare till en del andra mindre mekaniska verkstäder, som AB Norrtälje förenade verkstäder och AB Verktygsfabriken Svea i Sundbyberg.

## Historik

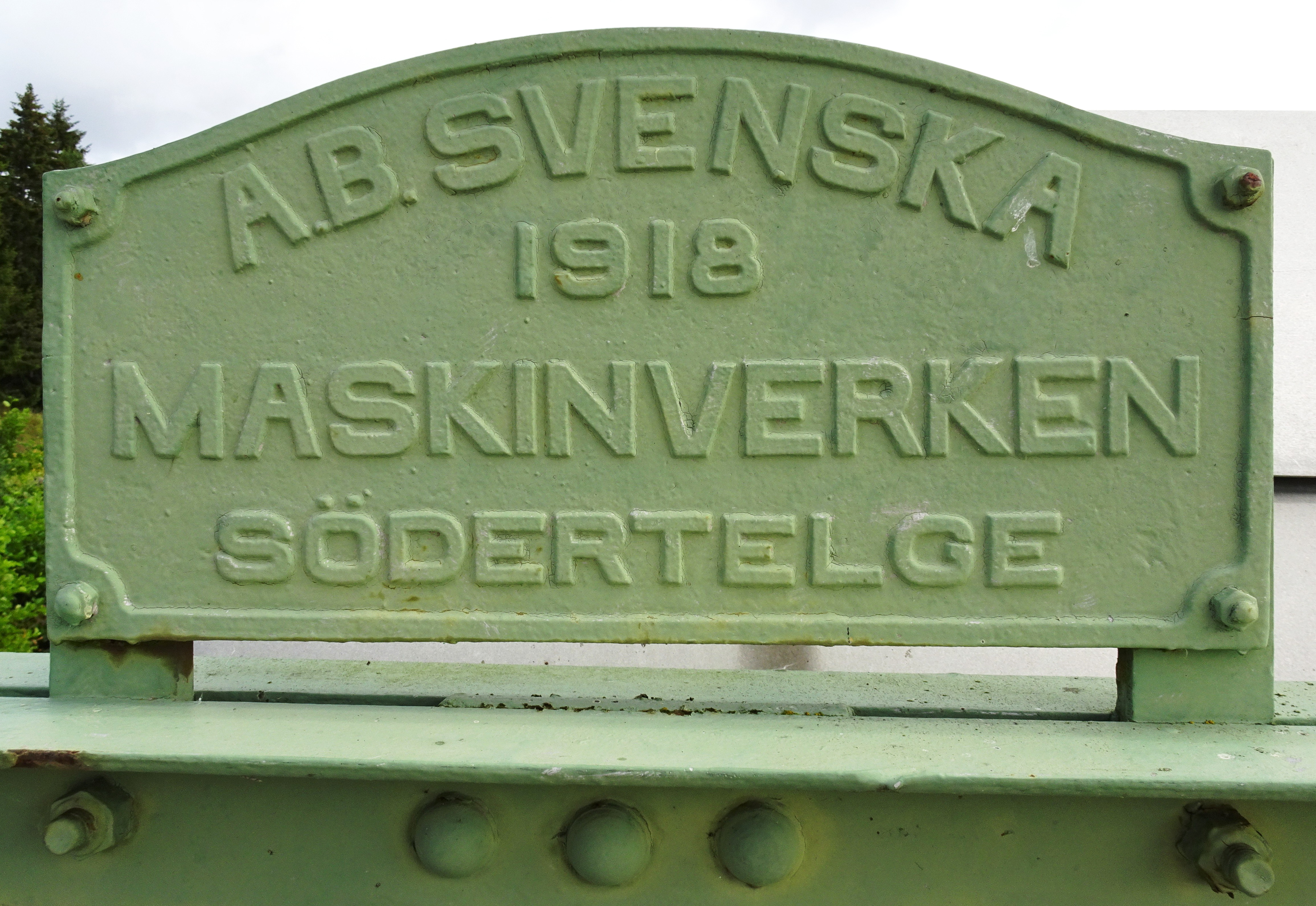
Skylt på Untraverkets spärrdammen.

Hirsch startade 1897 i Stockholm en maskinaffär och mekanisk verkstad, som från början specialiserade sig på arbetsmaskiner, särskilt revolversvarvar. Affären ombildades 1913 till AB Frank Hirschs Maskiner och sysselsatte 1917 omkring 400 man vid sina verkstäder på Liljeholmen. Maskinverken tillverkade efter sammanslagningen huvudsakligen arbetsmaskiner för järn och metall, speciellt alla slags svarvar, automatmaskiner, ammunitionspressar, maskiner för bleckemballagetillverkning, alla slags maskiner för sågverk, för hyvlerier samt för transportanordningar, alla slags trätuggare och maskiner för framställning av ved, ångpannor, "Ellwe" råoljemotorer, järnvägsvagnar, järnvägssignaler, verktyg, stålgjutgods samt gjutjärnsgods. August Westmans verkstads AB hade bildats 1910 av ingenjör August Westman och specialiserade sig från början på hyvlerimaskiner och mindre sågverksmaskiner samt järngjutgods. Verkstaden sysselsatte 1917 omkring 75 man.
Verkstäderna i Södertälje moderniserades och utvidgades 1917-19. Då bolaget 1921 gick i konkurs, bildade de intresserade bankerna, Skandinaviska Kredit AB och Stockholms Enskilda Bank, ett nytt bolag, som övertog rörelsen. Den tillverkning, som förut ägt rum i Östersund och Liljeholmen, förlades till Södertälje, dit även huvudkontoret flyttades från Stockholm. Tillverkningen av vissa verktygsmaskiner och av järnvägssignaler nedlades, medan verksamheten i Söderhamn fortsatte som förut fram till 1941, då denna utbröts som ett separat bolag, Söderhamns Verkstäder AB.
År 1956 inköptes Bolinders Fabriks AB i Kallhäll som bildats 1932 genom klyvning av Bolinders. Svenska Maskinverkens tillverkning, som då främst bestod av värmepannor och var förlagd till Södertälje, Jönköping och Kolsva flyttades då till Kallhäll. Där fortsatte verksamheten fram till 1979, då den efter flera ägarskiften övertogs av Götaverken Ångteknik AB, vilket var en del av Svenska Varv AB, och flyttades till Göteborg. Det gamla industriområdet låg relativt oförändrat under många år men har i slutet av 00-talet börjat byggas om till kontor och bostäder av byggföretaget JM som marknadsförs under namnet Bolinders strand. 